# Arturo Nieto-Dorantes
Arturo Nieto-Dorantes, né en 1973 est un pianiste canado-mexicain reconnu pour sa virtuosité, sa technique impeccable et sa maturité artistique. 

## Biographie
Arturo Nieto Dorantes est né en 1973 à Mexico. Il a commencé ses études musicales avec la professeure Josefina Córdova.  
En 1986, il a été admis au Conservatoire national de musique, où il a étudié avec Héctor Rojas. Plus tard, il a étudié au Conservatoire supérieur de Paris, où il a été récompensé par la médaille d'or et le prix de perfectionnement. Il a fait ses débuts avec un orchestre à l'âge de 15 ans et en 1988, il a obtenu un diplôme d'exécutant et a terminé sa maîtrise en musique à l'Université de l'Indiana, aux États-Unis, où il a étudié avec György Sebők. Il a participé à divers cours de perfectionnement avec des maîtres tels que Bernard Flavigny, Piotr Paieczny et Daniel Shapiro. En outre, il a été un participant actif dans les classes magistrales d'Edith Picht-Axenfeld, Frank Fernández, Jörg Demus et Kurt Redel. 
Arturo Nieto Dorantes est un invité régulier des principales formations orchestrales du Mexique, des États-Unis et de l'Europe. Il se produit régulièrement avec des formations de musique de chambre telles que le quatuor Arthur-Leblanc du Canada, le quatuor latino-américain et l'ensemble de percussions Tambuco. Il a également participé en tant que soliste invité des orchestres symphoniques de Xalapa et Guanajuato, de la Philharmonique de la Ville de Mexico, de la Symphonique de San Antonio, Texas et de l'Orchestre symphonique de Québec.
Il est connu pour ses interprétations rares d'Iberia d'Isaac Albéniz en concert, qu'il a récemment enregistré pour Urtext Digital Classics dans son intégralité.  Il est également le premier pianiste à avoir interprété la totalité de l’œuvre pianistique du compositeur mexicain Manuel María Ponce en dehors du Mexique, et il est en train de l'enregistrer pour Urtext Digital Classics en quatre albums doubles.
Il occupe également le poste de professeur de piano et dirige les programmes de maîtrise et de doctorat en interprétation à l'Université Laval de Québec. Il se consacre en outre à l’enseignement du piano et de la musique de chambre.

## Distinctions
- Première place à l'IVe Concours Européen Claude Khan à Paris en 1993
- Première place au deuxième Concours National de Piano Angelica Morales en 1998
- Bourse du FONCA pour les musiciens interprètes
- Prix du meilleur interprète instrumental décerné par l'Union Mexicaine des Chroniqueurs de Théâtre et de Musique en 2002

## Discographie
- Lépine, S., & Nieto-Dorantes, A. (2007). Romantic Sonatas [Enregistrement sonore]. Œuvres de Coulthard, Ponce et Rachmaninov. Disques XXI-21.
- Ortiz, G., Cuarteto Latinoamericano, Leonard, S., & Nieto-Dorantes, A. (2006). Altar de muertos (Offrande pour les morts) [Enregistrement sonore]. Urtext Digital Classics.
- Ortiz, G., Vásquez, J., Curiel, J., Castro, R., Orchestre Philharmonique de l'État du Querétaro, & Flores, J. G. (2005). Tres conciertos para piano de compositores mexicanos (Trois concertos pour piano de compositeurs mexicains) [Enregistrement sonore]. Luna Negra Records.
- Nieto-Dorantes, A. (2002). Dias de Mar y Rio. Folklore Latinoamericano al piano de concierto (Jours de Mer et de Rivière. Du folklore latino-américain au piano de concert) [Enregistrement sonore]. Œuvres de Ponce, Villa-Lobos, Cervantes, Lecuona, Guarnieri et autres. Quindecim Recordings.
- Bitrán, Á. (2001). Instantes de Sol (Moments ensoleillés) - violoncelle et piano [Enregistrement sonore]. Œuvres de Schumann, Chopin, Toussaint, Márquez, Gutiérrez Heras, Bragato et autres. Quindecim Records.